# Daniël Cardon de Lichtbuer
Daniël Marie Lucien Norbert baron Cardon de Lichtbuer (Brasschaat, 16 november 1930 – Hasselt, 26 juli 2022) was een Belgisch hoge ambtenaar en bankier. Hij was eveneens bekend als kunstverzamelaar en monumentenzorger. Hij was van 1997 tot 2007 tevens de allereerste voorzitter van Child Focus, het Europees centrum voor vermiste en seksueel uitgebuite kinderen.

## Levensloop

### Privé
Daniël Cardon de Lichtbuer was een telg uit het geslacht Cardon de Lichtbuer en een zoon van jhr. Christian Cardon de Lichtbuer (1906-1998) en jkvr. Gabrielle Carton de Wiart (1905-1993). Hij was een broer van ambassadeur jhr. Benoît Cardon de Lichtbuer (1942).
Hij was gehuwd met jkvr. dr. Anne de Brochowska (1929-1979). Ze hadden vier dochters, waaronder politica Dorothée Cardon de Lichtbuer. Hij hertrouwde in 1994 met jkvr. Kathleen Francqui (1945), kleindochter van Emile Francqui.

### Studies
Cardon de Lichtbuer studeerde aan het Onze-Lieve-Vrouwecollege te Antwerpen, gevolgd door studies rechten aan de Katholieke Universiteit Leuven (1948-1953), en behaalde er aan de lokale managementschool nog een licentiaat in 1955.

### Carrière
In 1955 startte hij zijn carrière als assistent aan de Leuvense managementschool.
Cardon de Lichtbuer trad in 1958 in dienst van de Europese Economische Gemeenschap, waar hij een van de eerste hoge ambtenaren was. Van 1960 tot 1967 was hij diensthoofd van Albert Coppé, die op dat moment vicevoorzitter was van de Hoge Autoriteit van de Europese Gemeenschap voor Kolen en Staal. Van 1967 tot 1973 was hij kabinetschef van Coppé, die in die periode lid van de Commissie van de Europese Gemeenschappen was. Bij zijn afscheid in 1973 kreeg Cardon de Lichtbuer de titel 'ere-directeur-generaal van de Europese Commissie'.
Zijn carrière als bankier begon in 1973 bij de Bank Lambert, die in 1975 met de Bank van Brussel opging in de Bank Brussel Lambert. Hij werd er lid van het directiecomité en in 1992 voorzitter van het directiecomité in opvolging van Theo Peeters. Hij bleef dit tot aan zijn pensioen in 1996, wanneer hij werd opgevolgd door Michel Tilmant. De bankier trachtte tevergeefs een fusie door te voeren tussen de BBL met de Generale Bank om alzo een Belgische grootbank te vormen.
Naast zijn bedrijvigheid als bankier ijverde hij voor het aanleggen van een kunstverzameling door de bank. In het midden van de jaren 1980 kon hij de bank ervan overtuigen om een aantal werken uit de grote privéverzameling van baron Lambert, die bij Christie's geveild werd, terug aan te kopen. Bij de opening van het nieuwe Brusselse hoofdkantoor in 1991 begon Cardon de Lichtbuer een actief beleid van kunstaankopen te voeren. Nadien zette de bank, die later zou opgaan in de ING Groep, zijn kunstbeleid verder. De ING-collectie telt anno 2025 zowat 1.800 werken.
Van 1985 tot 1999 was hij tevens voorzitter van de Europese Liga voor Economische Samenwerking. Hij volgde Jean-Charles Snoy et d'Oppuers op en werd zelf door Fred Chaffart opgevolgd. Van 1983 tot 1986 was hij ook voorzitter van de Belgische Vereniging van Banken.

### Child Focus
Cardon de Lichtbuer was betrokken bij de oprichting van Child Focus, het centrum voor vermiste en seksueel uitgebuite kinderen, na de zaak-Dutroux. In 1997 werd hij de eerste voorzitter van deze vereniging. Hij bleef dit tot oktober 2007, wanneer hij werd opgevolgd door Jean-Louis Duplat.
In 1998 werd hij lid van de raad van bestuur van het International Centre for Missing & Exploited Children, de internationale poot van de organisatie. In 2005 werd hij voorzitter hiervan. Hij was voorzitter tot 2008.

### Monumentenzorg
Hij was eveneens begaan met monumentenzorg en behoud van erfgoed. Cardon de Lichtbuer was van 1992 tot 2003 uitvoerend voorzitter van Europa Nostra en van 2003 tot 2013 voorzitter van de Koninklijke Vereniging der Historische Woonsteden en Tuinen van België die ijvert voor het behoud van het Belgisch woonerfgoed.
Verder was Cardon de Lichtbuer lid van de koninklijke Academie van Spanje.

## Onderscheidingen
Cardon de Lichtbuer is:
- Commandeur in de Kroonorde
- Officier in de Orde van Leopold II
- Ridder in de Leopoldsorde
- Officier in de Orde van Verdienste (Italië)

Hij ontving in 2003 de ICMEC Global Vision Award.
In 1999 werd aan Cardon de Lichtbuer, die reeds het adellijke predicaat van jonkheer droeg, de persoonlijke titel van baron verleend.